# Paraliochthonius hoestlandti
Espèce
Paraliochthonius hoestlandti est une espèce de pseudoscorpions de la famille des Chthoniidae.

## Distribution
Cette espèce est endémique de Madère au Portugal. Elle se rencontre vers Funchal.

## Étymologie
Cette espèce est nommée en l'honneur de Henri Hoestlandt.

## Publication originale
- Vachon, 1960 : Sur une nouvelle espèce halophile de Pseudoscorpions de l'Archipel de Madere: Paraliochthonius hoestlandti (Fam. des Chthoniidae). Bulletin du Muséum National d’Histoire Naturelle, sér. 2, vol. 32, p. 331-337.